# هاري دين
هاري دين (13 أغسطس 1884 في المملكة المتحدة - 12 مارس 1957) (بالإنجليزية: Harry Dean)‏ هو لاعب كريكت بريطاني (وحمل سابقاً جنسية المملكة المتحدة لبريطانيا العظمى وأيرلندا). شارك مع منتخب إنجلترا للكريكت.

## وصلات خارجية
- هاري دين على موقع إي آس بي آن كريك إنفو (الإنجليزية)